# هوی آیرون استودیوز
هوی آیرون استودیوز (انگلیسی: Heavy Iron Studios) شرکت بازی ویدئویی آمریکایی است، که در سال ۱۹۹۹ تأسیس شد.